# Afanloum
Afanloum es una comuna camerunesa perteneciente al departamento de Méfou-et-Afamba de la región del Centro.
En 2005 tiene 1787 habitantes, de los que 401 viven en la capital comunal homónima.
Se ubica unos 50 km al noreste de la capital nacional Yaundé.

## Localidades
Comprende, además de la localidad de Afanloum, las siguientes localidades:
- Bissong
- Etombang
- Mekom
- Meva Meboto
- Mvom
- Ngoungoumou
- Nlong